# Ruggero Vasari
Ruggero Vasari (Messina, 6 febbraio 1898 – 26 maggio 1968) è stato un poeta e pittore italiano, uno dei maggiori fondatori del futurismo.

## Biografia
Ha vissuto nel Palazzo Basile-Vasari a Santa Lucia del Mela.

## Pubblicazioni
Ruggero Vasari ha pubblicato le seguenti opere teatrali:
- La mascherata degli Impotenti ed altre sintesi teatrali, interferenze grafiche e ritratto dell'autore di Enrico Prampolini, Roma, Noi, 1923.
- L'Angoscia delle macchine. Sintesi tragica in tre tempi, con ritratto b/n dell’autore opera di Gino Severini,Torino, Edizioni Rinascimento, 1925 (scritto nel 1923[2]).
- Tre Razzi Rossi, prefazione-raffica di Francesco Carrozza, Milano, Edizioni futuriste di Poesia, 1921.
- Tung-ci, in « Teatro: Rivista d'Arte », diretto da Nino Della Casa, n. 6-7, Milano, Casa Editoriale Vecchi, giugno-luglio 1926 (scritto nel 1921[2]).
- L’uomo e la macchina. Raun. Spettacolo. Milano, Lino Cappuccio - Edizioni Il libro futurista (Arti grafiche Cesare Nai) [ma: La Lanterna], collana «Scrittori del 2000», 1933 [ma: 1932], con un disegno di Ivo Pannaggi (scritto nel 1926[2]).

La raccolta di poesie:
- Venere sul Capricorno, Napoli, Casella Editore, 1928.

Le opere inedite:
- Prampolini
- L'Anticristo
- Le sinfonie della metropoli
- La danza dei pinguini

Studi su Vasari:
- Ruggero Vasari, L'angoscia delle macchine e altre sintesi futuriste, con sei interferenze grafiche di Enrico Prampolini, a cura di Maria Elena Versari, Due Punti Edizioni, Palermo 2009. Contiene una saggio critico e uno studio biografico dell'autore.[collegamento interrotto] ; Archiviato l'8 marzo 2011 in Internet Archive.
- Fernando Maramai, "Ruggero Vasari. Una vocazione futurista nell'Europa delle avanguardie storiche", Prefazione di Mario Verdone, Siena, Betti, 2005. ISBN 88-7576-035-7